# Theriodontia
Theriodontia ( "dentes de besta", referindo-se a dentes parecidos com dos mamíferos), são o terceiro principal grupo de therapsidas. São uma subordem de proto-mamíferos que viveram a partir do Permiano Médio para o Médio Cretáceo. Em termo cladístico, se incluem não só os tradicionais teriodontes, mas também seus descendentes, bem como os mamíferos (da mesma forma que os dinossauros terópodes incluem as aves como um sub-clado).
Theriodontia surgiu quase ao mesmo tempo que os anomodontia, há cerca de 265 milhões de anos, no Médio Permiano. Estes primeiros teriodontes eram mais parecidos com mamíferos do que os Anomodontia e Dinocephalia de seu tempo.

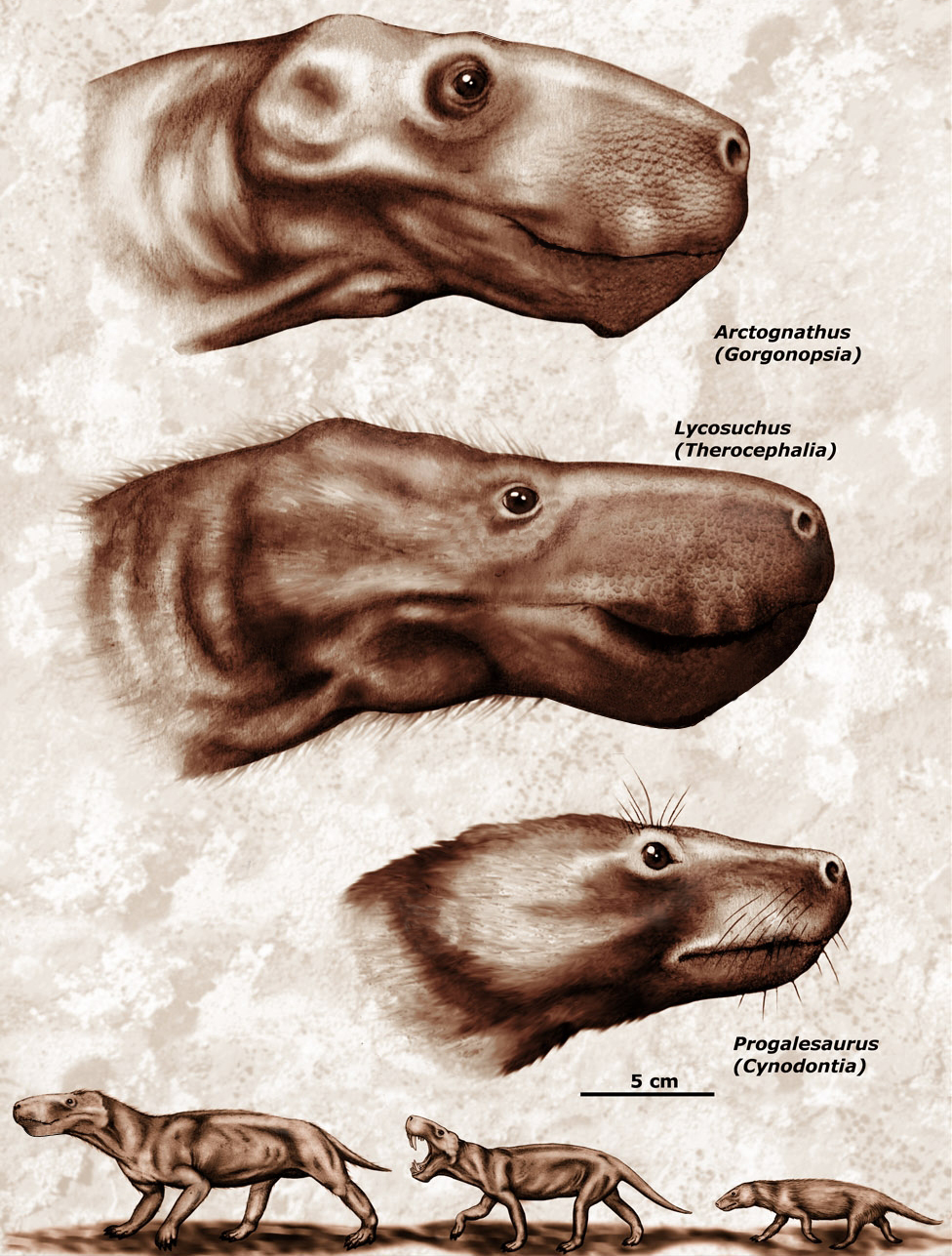
Theriodontia.